# ایستگاه پایه فرستنده/گیرنده
ایستگاه پایه فرستنده/گیرنده (به انگلیسی: Base Transceiver Station) با کوته‌نوشت BTS، به مجموعه‌ای از تجهیزات مخابرات گفته می‌شود که در مخابرات بی‌سیم، ارتباط مشترک با شبکه را فراهم می‌کند. این شبکه شامل سامانهٔ جهانی ارتباطات سیار (جی‌اس‌ام)، دسترسی چندگانه تقسیم کدی (CDMA)، وای-فای، وای‌مکس و سایر شبکه‌های گسترده می‌شود.
هر چند اصطلاح BTS می‌تواند برای هر یک از استانداردهای مخابرات بی‌سیم بکار رود اما معمولاً برای اشاره به سامانه‌های سیار (مانند تلفن همراه) و CDMA استفاده می‌شود. همچنین می‌تواند در اشاره به گره B در نسل سوم شبکه تلفن همراه یا به بیان ساده «ایستگاه پایه» باشد. در مورد دربارهٔ استاندارد فرگشت بلندمدت، برای BTS از کوته‌نوشت eNB استفاده می‌شود.
در این راستا یک BTS بخشی از یک زیرسامانه ایستگاه پایه (BSS) را به منظور مدیریت سامانه تشکیل می‌دهد. همچنین ممکن است یک بی‌تی‌اس دارای تجهیزات رمزنگاری و رمزگشایی ارتباطات، فیلترها و… باشد. آنتن نیز یکی از اجزای تشکیل دهنده بی‌تی‌اس است. یک ایستگاه بی‌تی‌اس توسط کنترلر مادر ایستگاه پایه کنترل می‌شود.
بُرد مفید هر BTS تا ۲۰ کیلومتر می‌رسد. البته در مناطق مسطح، بردی بین ۳۰ تا ۳۵ کیلومتر هم دارند. با ایجاد شرایطی این برد تا ۶۰ کیلومتر هم می‌رسد که نمونهٔ آن در کویرهای ایران است.

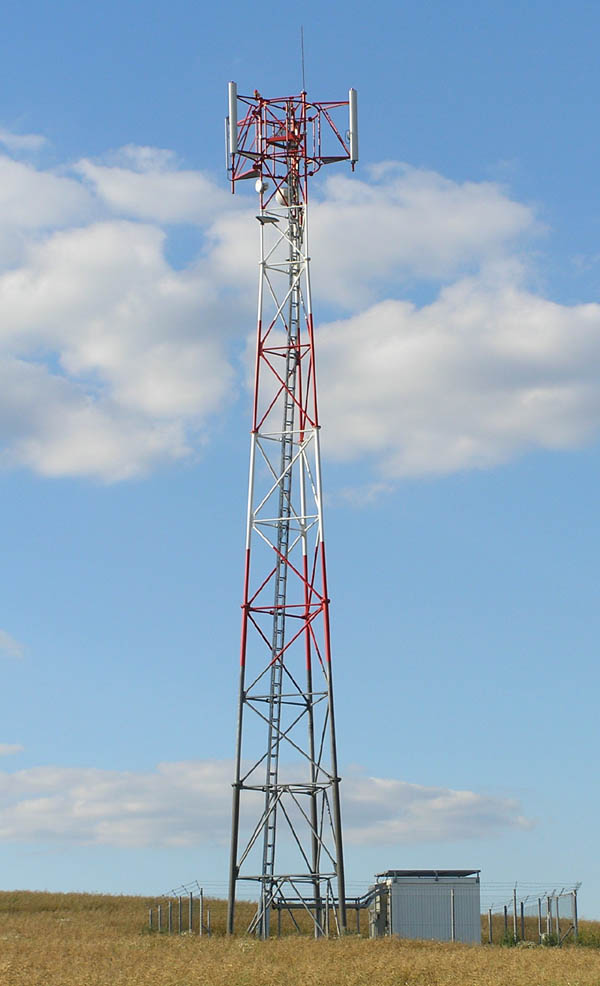
ایستگاه BTS که آنتن‌های آن در بالای دکل مخابراتی و دیگر تجهیزات در پایین دکل قرار دارند. (داخل اتاقک)

## ساختار کلی
BTS معمولاً از قسمت‌های زیر تشکیل شده‌است:
فرستنده/گیرنده (TRX): که به‌طور گسترده‌ای به گیرنده راه‌انداز (DRX) گفته می‌شود که در قالب گیرنده تکی (singleTRU) یا دوگانه (doubleTRU) یا ترکیبی از دو واحد رادیویی است. این بخش، ارسال و دریافت سیگنال‌ها را انجام می‌دهد. همچنین این بخش با کنترلر مادر بی‌تی‌اس در ارتباط است.
تقویت‌کننده قدرت (PA): سیگنال‌های دریافتی از DRX را برای فرستادن به آنتن تقویت می‌کند.
ترکیب‌کننده: سیگنال‌های حاصل از چند فرستنده را ترکیب می‌کند تا بتوان آن‌ها را از طریق یک آنتن ارسال کرد. امکان کاهش تعداد آنتن را فراهم می‌کند.
تسهیم‌کننده: برای جدا کردن ارسال و دریافت سیگنال به/از آنتن استفاده می‌شود. ارسال و دریافت سیگنال را از طریق یک آنتن انجام می‌دهد.
آنتن: آنتن ساختاری است که در بالاترین نقطه نصب می‌شود و بی‌تی‌اس در زیر آن قرار دارد.
سامانه نظارت و توسعه: اعلام وضعیت کارکرد قسمت‌های مختلف بی‌تی‌اس را به منظور عملیات تعمیر و نگه داری، جمع‌آوری می‌کند.
واحد کنترل: کنترل و مدیریت واحدهای مختلف BTS از جمله بخش نرم‌افزاری، پیکربندی نقطه‌ای، تغییرات وضعیت و ارتقاء نرم‌افزاری و غیره را انجام می‌دهد.
واحد گیرنده باند پایه (BBxx): تغییر بسامد، پردازش سیگنال.

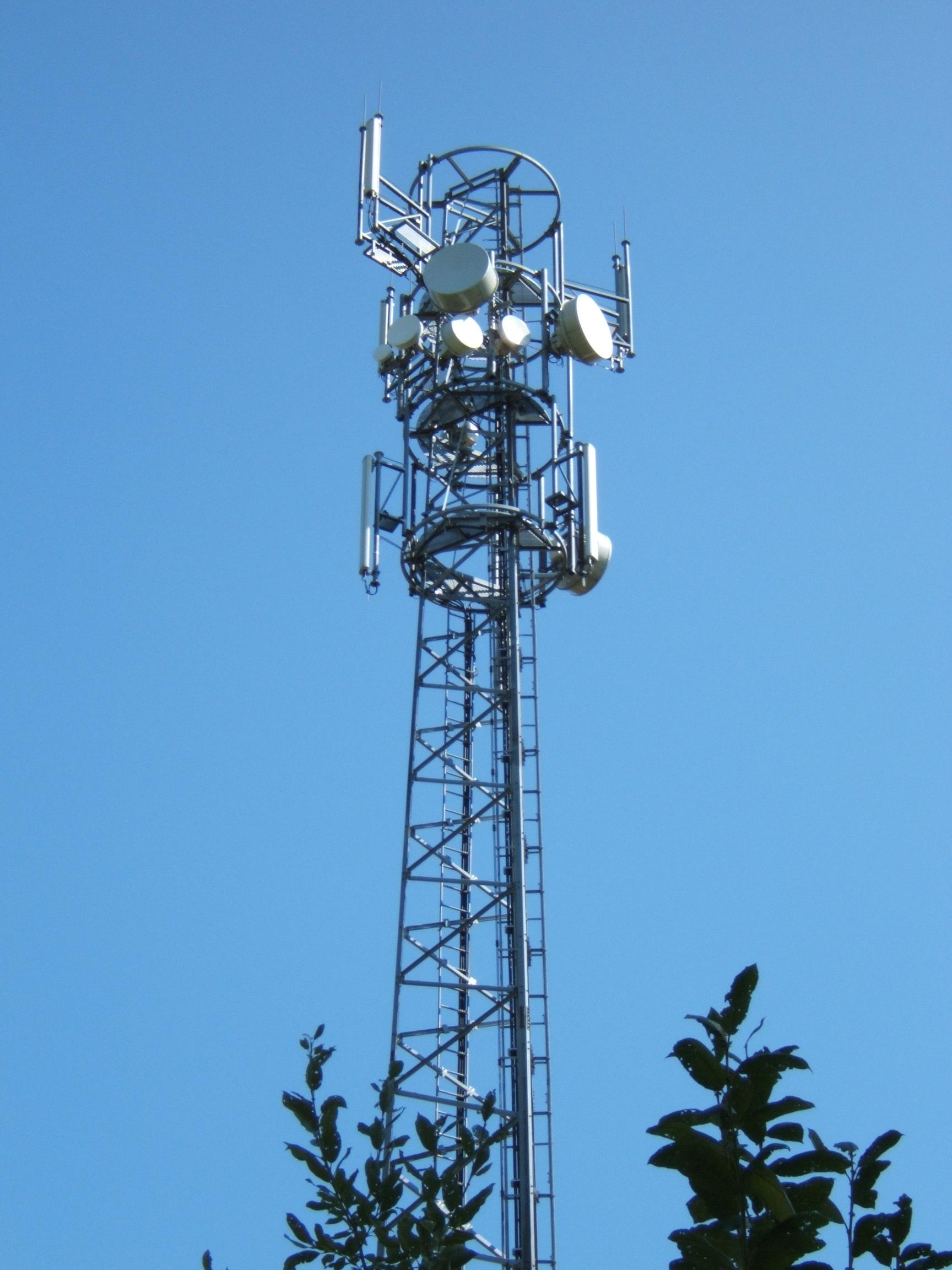
نمونه‌ای از دکل مخابراتی بی‌تی‌اس شهری

## گونه‌های ایستگاه بی‌تی‌اس
ایستگاه بی‌تی‌اس را می‌توان بر اساس محل قرارگیری تقسیم‌بندی کرد:
- ایستگاه زمینی
- ایستگاه پشت بامی
- ایستگاه داخل ساختمانی
- ایستگاه میکرو
- ایستگاه سیار

## مراحل ساخت ایستگاه BTS
ساخت یک ایستگاه BTS با توجه به نوع آن، با یکدیگر متفاوت است ولی نخستین گام در ساخت هر ایستگاه، مکان‌یابی یا Site Acquisition است. محل ایستگاه توسط گروه تشخیص موقعیت شناسایی می‌شود. موقعیت‌یابی ایستگاه باید به گونه‌ای انجام شود که ایستگاه بتواند با ایستگاه‌های اطراف ارتباط داشته باشد و به اصطلاح آن‌ها را ببیند (Line of Sight). این کار توسط ابزار راهیابی جی‌پی‌اس (GPS) و دستگاه مختصات جغرافیایی انجام می‌شود. پس از شناسایی و رضایت مالک یا مالکین، تیمی متشکل از گروه ایستگاه‌یاب، نمایندگان فنی و گروه رادیو اپراتور در ایستگاه حضور یافته و محل را از همه نظر بررسی می‌کنند. در صورت تأیید، فرایند عقد قرارداد با مالک آغاز شده و پس از آن تیم اجرا مجوز خواهند داشت به ایستگاه مراجعه و کار را آغاز کنند.
مراحل ساخت ایستگاه زمینی
- حفاری جهت بتن‌ریزی فنداسیون دکل مخابراتی
- ایجاد سامانه گراندینگ (ارت)
- نصب دکل
- نصب فنس
- نصب کنتور برق
- نصب BTS و آنتن‌ها، فیدر و چامپر
- راه اندازی BTS، تنظیم فرکانس‌ها و وارد کردن ایستگاه به شبکه

## پهنای باند بسامدها در شبکه
به‌طور کلی در استاندارد سامانهٔ جهانی ارتباطات سیار (جی‌اس‌ام یا GSM) نسل دوم شبکه تلفن همراه، دو دسته ساختار بسامدی GSM-۹۰۰ و GSM-۱۸۰۰ دارد.
در مورد GSM-۹۰۰ پهنای باند در دریافت (UPLINK) از ۸۹۰MHz تا ۹۱۵MHZ پهنای باند در ارسال (DOWNLINK) از ۹۳۵MHz تا ۹۶۰MHz است. در مورد GSM-۱۸۰۰ پهنای باند در دریافت از ۱۷۱۰MHz تا ۱۷۸۵MHz پهنای باند در ارسال از ۱۸۰۵MHz تا ۱۸۸۰MHz است. در GSM-۹۰۰ کل پهنای باند چه در ارسال و چه در دریافت به ۱۲۴ کانال تقسیم می‌شود و در GSM-۱۸۰۰ کل پهنای باند به ۳۷۴ کانال تقسیم می‌شود.
در ایران از GSM-۹۰۰ و GSM-۱۸۰۰ استفاده می‌شود. البته امروزه، تلفن‌های همراه، دستکم ۳ یا حتی ۴ باند را پوشش می‌دهند تا بدین صورت در هر جایی از زمین بتوان از گوشی استفاده کرد. پهنای باند مرسوم دیگر که در ریویوها زیاد دیده می‌شود gsm-۱۹۰۰ است.

### پشتیبانی ۳ بانده و ۴ بانده
- سه بانده (به انگلیسی: Tri-Band): یعنی تلفن همراهی که توانایی کار با سه باند بسامدی GSM-900 ,GSM-1800,GSM-۱۹۰۰ را دارد. تلفن‌های سه بانده دارای پشتیبانی کامل بسامدی در اروپا، و آمریکا و آسیا هستند.
- چهار بانده (به انگلیسی: Quad Band): تلفن همراهی که توانایی کار با هر ۴ باند بسامد GSM را دارد. در مقایسه با تلفن‌های همراه ۳ بانده که بسامدهای ۹۰۰ و ۱۸۰۰ و ۱۹۰۰ مگاهرتز را پشتیبانی می‌کنند تلفن‌های ۴ باند بسامدی ۸۵۰ مگاهرتز را نیز برای پوشش کامل در قاره آمریکا اضافه دارند.

همچنین در مقایسه با تلفن‌های همراه ۳ باندی که بسامدهای ۸۵۰ و ۱۸۰۰ و ۱۹۰۰ مگاهرتز را پشتیبانی می‌کنند، تلفن‌های ۴ بانده، باند بسامدی ۹۰۰ مگاهرتز را برای پوشش کامل‌تر در اروپا و آسیا دارند. در کل می‌توان گفت که در تلفن‌های همراه ۴ بانده، بسامدهای ۱۹۰۰ و ۸۵۰ مگاهرتز مخصوص قاره آمریکا است و بسامدهای ۹۰۰ و ۱۸۰۰ مگاهرتز در دیگر نقاط جهان مورد استفاده قرار می‌گیرند.

## اصطلاحات مربوط به بی‌تی‌اس سیار

### تکنیک دایورسیتی
- برای بهبود کیفیت سیگنال دریافتی، بیشتر، از دو آنتن گیرنده استفاده می‌شود که با فاصله‌ای برابر با ضرایب مختلف از یک‌چهارم طول موج (در بسامد ۹۰۰ مگاهرتز طول موج تقریباً ۳۳ سانتی‌متر است) قرار می‌گیرند. این روش که با نام دایورسیتی آنتنی یا دایورسیتی فضایی شناخته می‌شود مانع وقفه حاصل از محوشدگی مسیر می‌شود.
- آنتن می‌تواند به صورت افقی یا عمودی نصب شوند. نصب افقی آنتن پیچیده‌است؛ ولی عملکرد بهتری را نشان می‌دهد.
- بجز دایورسیتی فضایی و آنتنی، روش‌های دایورسیتی دیگری همچون دایورسیتی بسامدی/زمانی، دایورسیتی شکل آنتن و دایورسیتی پلاریزاسیون وجود دارد.

استفاده از آنتن‌های جهتی اثر تداخل دوربرد LoRa (Long Range) را کاهش می‌دهد. اگر یک ایستگاه بی‌تی‌اس تقسیم‌بندی نشده باشد آنتن همه سویه بکار می‌رود. از معمول‌ترین طبقه‌بندی ایستگاه‌های بی‌تی‌اس، تقسیم‌بندی بی‌تی‌اس به سه بخش است که هر بخش با آنتن جهتی جداگانه کار می‌کند. هر آنتن با زاویه عملکرد ۱۲۰ درجه (و در مجموع ۳۶۰ درجه) امواج را منتشر می‌کند.